# Neochromadora pugilator
Neochromadora pugilator is een rondwormensoort uit de familie van de Chromadoridae.